# 国包 (掛川市)
国包（くにかね）は、静岡県掛川市の地名である。

## 地名の由来
郷土雑誌によると、当地に住んでいた鍛冶の名にちなむ。

## 地理
菊川平野の南部の牛淵川が菊川に合流する地点の南に位置する。

## 歴史
江戸時代から1889年（明治22年）まで城東郡国包村として存在した。江戸時代には横須賀藩に属していた。石高は「元禄高帳」によると293石余であり、「天保郷帳」「旧高旧領」によると411石余であった。「遠淡海地志」によれば戸数40戸であった。1832年（天保2年）〜1847年（弘化3年）まで東海道掛川宿代助郷であった。稲作を中心に五穀のほかダイコン・からし菜・シロウリ・ウリ・トウガン・スイカ・ナス・サトウキビ・木綿などを栽培した。用水は牛淵川を利用した。鎮守は鹿島大明神で、ほかに寺社は春日大明神社・天神社・天王社・天白社・臨済宗竜泉寺があった。1868年（明治元年）に、駿府藩領（同2年静岡藩と改称）、同4年静岡県、浜松県を経て同9年再び静岡県に所属した。1889年（明治22年）千浜村の大字となる。1891年（明治24年）の戸数は、48戸、人口289人、船数2船であった。

### 沿革
- 1832年（天保2年）〜1847年（弘化3年）　東海道掛川宿代助郷となる。
- 1868年（明治元年）　駿府藩領となる。
- 1876年（明治  9年）　静岡県に属する。
- 1889年（明治22年）4月1日　 町村制施行に伴い城東郡千浜村の大字となる。
- 1896年（明治29年）4月1日　 郡の統合により小笠郡の所属となる。
- 1956年（昭和31年）8月1日　 小笠郡大浜町の大字となる。
- 1973年（昭和48年）4月1日　 小笠郡大東町の大字となる。
- 2005年（平成17年）4月1日　 掛川市の大字となる。

## 世帯数と人口
2018年（平成30年）11月30日現在の世帯数と人口は以下の通りである。
| 大字 | 世帯数 | 人口  |
| ---- | ------ | ----- |
| 国包 | 83世帯 | 253人 |

## 小・中学校の学区
市立小・中学校に通う場合、学区は以下の通りとなる。
| 番・番地等 | 小学校             | 中学校             |
| ---------- | ------------------ | ------------------ |
| 全域       | 掛川市立千浜小学校 | 掛川市立大浜中学校 |

## 交通
鉄道
鉄道は通っていない。
バス
しずてつジャストライン掛川大東浜岡線国安バス停が最寄。
道路
地域内ではないが、静岡県道372号線、静岡県道247号線が付近を走る。

## 施設
- 国包集会場
- 掛川市役所大東支所（三俣）

## その他

### 日本郵便
- 郵便番号 : 437-1414[2]（集配局：遠江大東郵便局[5]）。

### 警察
町内の警察の管轄区域は以下の通りである。
| 番・番地等 | 警察署     | 交番・駐在所 |
| ---------- | ---------- | ------------ |
| 全域       | 掛川警察署 | 大東交番     |